# Jean-Pierre de Peretti
Jean-Pierre de Peretti della Rocca, né le 26 juin 1930 à Lausanne (Suisse), et mort le 8 octobre 2001 à Tours, est un homme politique français membre de l'UDF. Il a été maire  d'Aix-en-Provence de 1983 à 1989 et député de 1986 à 1993.

## Biographie
Il est battu aux élections municipales de 1989 par le candidat socialiste Jean-François Picheral.